# Пресс Фото России
 Пресс Фото России (англ. Russian Press Photo contest "Best Photo" ) — проводящийся с 1995 года ежегодный конкурс на лучшую фотографию (серию фотографий) среди профессиональных фотографов России и стран СНГ.

## История конкурса
Спонсорами первого конкурса были компании Canon и Kodak и другие ведущие производители фотооборудования. Главный приз (за лучшую фотографию) — камера Canon EOS-1N; приз за лучшую фотосерию — поездка на Олимпийские игры в Атланту; приз за лучшую фотографию в каждой категории — 500 долларов США; также присуждались призы за второе и третье место.
Конкурс проводился в категориях:
- новости,
- события,
- люди и события,
- повседневная жизнь,
- спорт,
- культура и наука,
- окружающая среда.

Работы, присланные на конкурс, оценивало международное жюри. Выставку из лучших работ показывали на фестивале ИнтерФото в Москве, в городах России и за рубежом.
Комментарии о конкурсе 1996 г.:
Люшен Перкинс, основатель и директор международных выставок «ИнтерФото» сказал, что разочарован присланными фотографиями.
Член жюри Владимир Мусаэльян, известный фоторепортер агентства «Фото ИТАР-ТАСС»:
Когда я в первый день работы жюри увидел весь этот объём фотографий, я, просто выражаясь, одурел. Одурел именно от такого большого количества плохих фотографий. Я и не думал, что общий их уровень так низко пал. Отрадно, что члены жюри единодушно откидывали большинство работ, составляющих этот неприглядный фон. Слишком уж много в этих фотографиях нищеты, убожества, крови, порнухи.
(Второй Всероссийский конкурс «Лучшая фотография 96» оргкомитет фото-фестиваля ИнтерФото провёл первый конкурс по проблемам фотожурналистики в 1996 году. Цель конкурса оказать поддержку новым направлениям в российской фотожурналистике.
Последний конкурс «ПрессФотоРоссии 2004» прошёл в ЦДХ в рамках фестиваля «ИнтерФото2004».
В конкурсе 2004 года приняло участие 347 фотографов, представивших на конкурс более 5500 работ.
Жюри выбрало Лучшую фотографию 2004 года — «Гроб многоразового использования, Багдад, Ирак» Юрия Козырева (Москва) и Лучший фотопроект года — «Спасение шахтёров в Новошахтинске, Ростовская область» Михаила Джапаридзе (Москва).
Комментарии членов жюри 2004 г.:
- Владимир Никитин: «Из присланных на конкурс работ не возникает социального портрета реального общества, будто повседневная жизнь складывается только из крайностей — ночных клубов или православия, а обыденной жизни практически не видно. В ситуации пониженного интереса к простому человеку мы обедняем своё будущее…»
- Адриан Эванс: «Общий уровень работ приятно удивил практически во всех категориях. Я ожидал увидеть много политики, терроризма и Чечни, однако конкурсные работы порадовали разнообразием тем — баня, уличные музыканты, театр даунов. Представление о России по фотографиям, присланным на конкурс, складывается более сложное, чем повторяющиеся из года в год репортажи о балете, беспризорниках и православии…»

## Призёры конкурса ПрессФотоРоссии
- 1994 г. — ….
- 1995 г. «Лучшая фотография года» — Борис Кудрявов. «Лучшая фотосерия года» — Эдди Опп «фоторепортаж из Будённовска».
- 1996 г. «Лучшая фотография года» — Дмитрий Донской «Портрет Ельцина». «Лучшая фотосерия года» — Валерий Щеколдин «Чечня 1996».
- 1997 г. «Лучшая фотография года» — Андрей Веселов «Стремящиеся». «Лучшая фотосерия года» — Джереми Николл (Jeremy Nicholl) «Русская баня».
- 1998 г. «Лучшая фотография года» — Валерий Щеколдин.
- 1999 г. «Лучшей фотографией года» — Алексей Сазонов «портрет Бориса Березовского». «Лучшая фотосерия года» — Владимир Вяткин — «Весенний призыв».
- 2000 г. «Лучшей фотографией года» — Владимир Веленгурин «Спящие солдаты». «Лучшая фотосерия года» — Жаклин Миа Фостер «Школу классического танца».
- 2001 г. «Лучшей фотографией года» — Гульнарa Самойловa «11 сентября». «Лучшая фотосерия года» — Сергей Ильницкий «Перевернутое детство».
- 2003 г. «Лучшей фотографией года» — Владимир Суворов и Сергей Пономарев за «Хронику Норд-Оста». «Лучшая фотосерия года» — Юрий Козырев «Фабрика».
- 2002 г. — ….
- 2004 г. «Лучшая фотография года» — Юрий Козырев «Гроб многоразового использования, Багдад» . «Лучшая фотосерия года» — Михаил Джапаридзе «Спасение шахтёров в Новошахтинске, Ростовская область».

## Конкурс сегодня, Пресс Фото России (Онлайн)
В 2007 году московский фотожурналист Игорь Кубединов возродил с друзьями конкурс в сети интернет.
В работе конкурса принимает участие отборочная комиссия и онлайн-жюри.
Конкурс проводится в следующих номинациях:
- Новости,
- Общие новости,
- Спорт,
- Актуальные темы,
- Повседневная жизнь,
- Фотопортреты,
- Искусство и развлечения,
- Природа,
- Международные события,

а также, в новой номинации
- Портфолио.